# Ардеа
Ардеа (італ. Ardea) — муніципалітет в Італії, у регіоні Лаціо,  метрополійне місто Рим-Столиця.
Ардеа розташована на відстані близько 32 км на південь від Рима.
Населення — 48 926 осіб (2014).

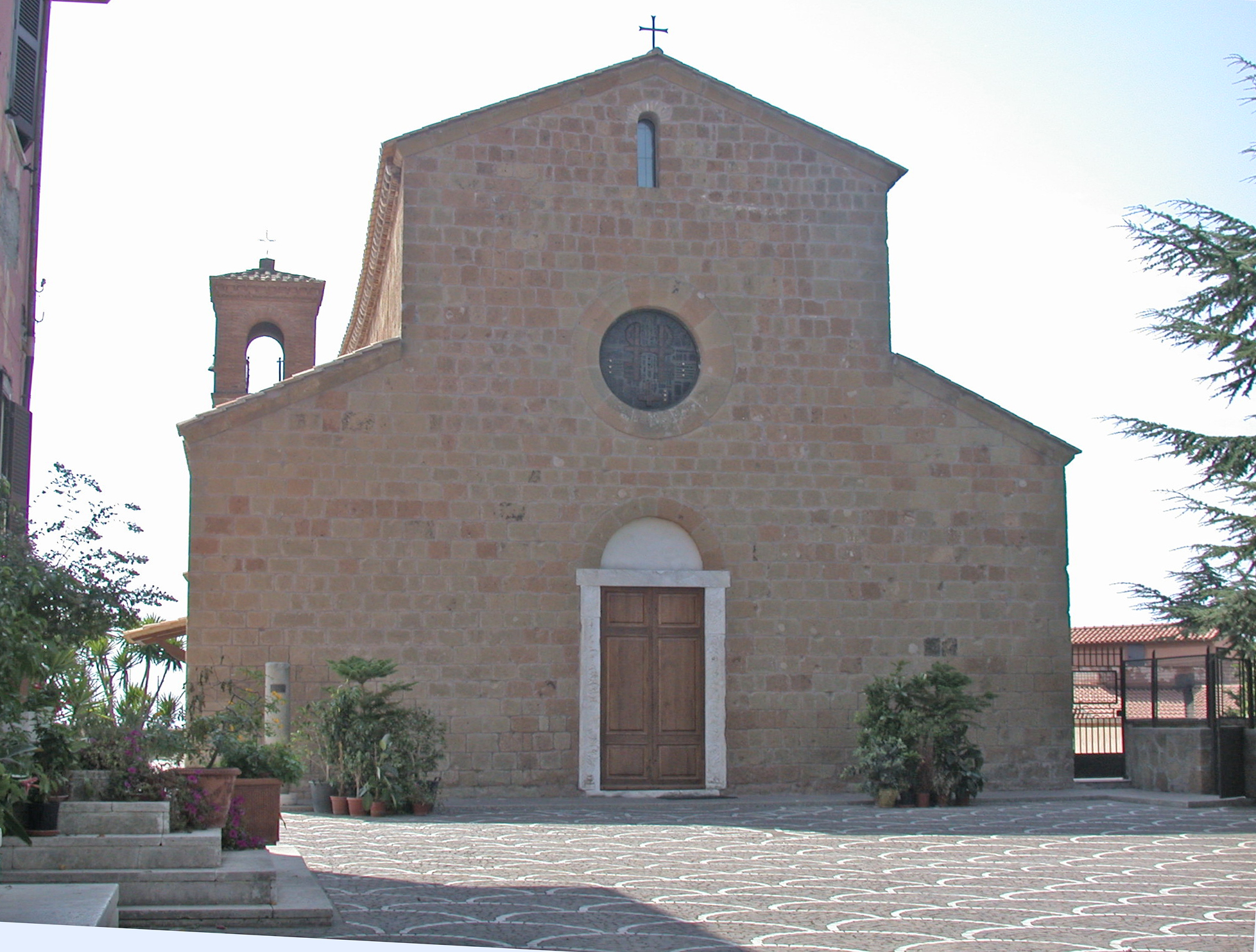

Щорічний фестиваль відбувається 29 червня. Покровитель — святий Петро.

## Демографія
Населення за роками:

Станом на 1 січня 2023 року в муніципалітеті офіційно проживав 6361 іноземець з 109 країн, серед них 3501 громадянин країн Євросоюзу та 233 громадяни України.

## Сусідні муніципалітети
- Альбано-Лаціале
- Анціо
- Апрілія
- Аричча
- Помеція
- Рим